# Sort Of
Sort Of est une série télévisée canadienne en 24 épisodes de 22 minutes créée par Bilal Baig et Fab Filippo. La série a d'abord été mise en ligne le 5 octobre 2021 sur CBC Gem avant sa première télévisée le 9 novembre sur le réseau CBC.
Aux États-Unis, la série est disponible sur le service HBO Max depuis le 18 novembre 2021. La série est diffusée sur Téva, en France, depuis le 14 novembre 2021. Elle reste inédite dans tous les autres pays francophones.
La série a reçu des commentaires positives des critiques et a été la sérié télévisée la plus nommée au dixième Canadian Screen Awards,. La série a gagné le prix de la Meilleure série de comédie à deux reprises aux Canadian Screen Awards et un Peabody Award.
En octobre 2023, il a été annoncé que la troisième saison pourrait être la dernière. La saison trois est commence le 17 novembre sur CBC et le dernier épisode est diffusé le 8 décembre.

## Synopsis
La série se concentre sur Sabi Mehboob, une personne milleniale non-binaire, qui essaie de trouver un équilibre entre son rôle d'enfant de parents pakistanais immigrés, de personne tenant le bar à la librairie et café LGBTQ, et de nounou de jeunes enfants d'un couple de professionnels.

## Distribution
- Bilal Baig : Sabi Mehboob. Sabi est une personne pakistano-canadienne première génération qui navigue dans sa vie en embrassant son identité non-binaire et combat les attentes culturelles qui lui pèsent, aux prises avec les blessures graves de son amie et employeuse, Bessy. Sabi utilise le pronom "they" en anglais, qui peut être traduit par "iel" en français[9],[10],[11].

- Gray Powell : Paul Bauer. Paul est l'employeur de Sabi et le mari de Bessy. Il est thérapeute, qui ironiquement a des difficultés à voir les besoins de sa propre famille et les siens. Tout comme Sabi, il doit se découvrir lui-même et explorer qui il est à la suite de l'accident de sa femme, se questionnant sur ce qu'il sait réellement des vies de Bessy et de leurs enfants.
- Kaya Kanashiro : Violet Kaneko-Bauer. Elle est la fille aînée de Bessy et Paul. Elle est dans une phase de rébellion alors que l'accident de sa mère devient de plus en plus dur à gérer émotionnellement.
- Aden Bedard : Henry Kaneko-Bauer. Il est le fils cadet de Paul et Bessy. Il est principalement un enfant calme qui passe la majorité de son temps collé à ses appareils plutôt qu'à regarder les gens.
- Amanda Cordner : 7ven. 7ven est la personne à qui Sabi se confie, en étant sa plus forte amitié. Lors de son opportunité de déménager à Berlin pour son travail artistique, 7ven invite Sabi à se joindre à cette aventure dans "la capitale queer du monde" et de laisser leurs vies derrière[12]. 7ven est toujours en train de pousser Sabi à embrasser son identité et à se concentrer sur ses besoins plutôt que ceux des autres. 7ven n'approuve pas la place que le babysitting de Sabi prend dans sa vie, mais est toujours là pour donner un coup de main quand on lui demande. 7ven utilise le pronom 'they" en anglais, qui peut être traduit par "iel" en français.
- Grace Lynn Kung : Bessy Kaneko. Bessy est l'employeuse de Sabi et le mari de Bessy. Elle est une intellectuelle qui se sent restreinte par la vision de la société qui lui est imposé en tant que mère et épouse. Au début de la série, elle a un accident de vélo, qui la fait tomber dans le coma.
- Ellora Patnaik : Raffo Mehboob. Raffo est la mère de Sabi et de Aqsa. Elle est une immigrée pakistanaise qui vit seule depuis que ses deux enfants adultes ont déménagé depuis longtemps et que son époux vit à l'étranger. Même s'il n'est pas physiquement présent, son mari -et leurs valeurs culturelles qu'il représente- est omniprésent alors qu'elle essaie de mieux comprendre ses enfants, et, par extension, se comprendre elle-même.
- Supinder Wraich : Aqsa Mehboob. Aqsa est la soeur de Sabi et sa colocataire. Comme Sabi, Aqsa essaie de rompre avec son éducation stricte. Elle soutient Sabi, même si leurs manières de gérer les attentes de leurs familles, et les croyances culturelles, peut différer.
- Gregory Ambrose Calderone : Lewis. Lewis est le potentiel partenaire amoureux de Sabi au début de la série. Il tente de maintenir une relation avec Sabi, tout en se sentant honteux vis-à-vis de l'identité de genre de Sabi.

## Production
Sort Of a été écrit par Baig, Filippo, Jenn Engels, Nelu Handa et Ian Iqbal Rashid, et dirigé par Filippo et Renuka Jeyapalan. Ian Iqbal Rashid et Jenn Engels sont les producteurs co-exécutifs.
La librairie où travaille Sabi est inspiré par la Librarie Glad Day à Toronto, une librairie-café LGBTQ dans le quartier Church and Wellesley, même si les scènes à la librairie ont été tournées dans un espace vide sur Queen Street West.

## Épisodes

### Première saison (2021)
1. Sort of Gone
2. Sort of Back
3. Sort of Mary Poppins
4. Sort of Stable
5. Sort of a Party
6. Sort of Ellen
7. Sort of a Miracle
8. Sort of Back Again

### Deuxième saison (2022)
1. Sort of Future
2. Sort of 2gethr
3. Sort of Broke
4. Sort of Who She Is
5. Sort of Amsterdam
6. Sort of I Love You
7. Sort of Opening
8. Sort of Janazah

### Troisième saison (2023)
1. Sort of Aftermath
2. Sort of Chaaliswan
3. The Sort of Truth
4. Sort of Married
5. Sort of the Worst Yoda
6. Sort of Hospital Again
7. Sort of Anything You Want
8. Sort of Gone Again